# SFX (Linkresolver)
SFX ist ein Linkresolver der Firma Ex Libris Group. Da es sich um den ersten Linkresolver handelt, wird SFX auch manchmal synonym für Linkresolver verwandt. Als Argument, das für SFX als Linkresolver spricht, gilt die große Knowledge Base von Ex Libris. Diese stellt viele Dienste, die elektronische Volltexte oder Informationen zu deren Verfügbarkeit anbieten, als vordefinierte Ziele zur Verfügung.
Darüber hinaus bietet SFX weitere Funktionen zur Verwaltung von Zeitschriftenlizenzen an.

## Beispiel
Über das Bibliotheksportal recherchiert man, während man in der Bibliothek sitzt, in einer Bibliographie. Dort findet man einen Hinweis auf einen Artikel im Journal Computer & Libraries. Da die Universitätsbibliothek zu diesem Journal eine Lizenz zum elektronischen Volltext besitzt, wird, wenn man den SFX-Button neben dem Nachweis drückt, ein direkter Link auf den Volltext angeboten. Würde man das Gleiche von zu Hause aus tun, so würde dieser Link nicht angeboten, da man dort nicht die Berechtigung besitzt, auf das Journal zuzugreifen.

## Technischer Hintergrund
SFX verarbeitet mittels openURL übergebene Informationen und liefert eine URL auf das entsprechende Dokument. Hauptanwendung ist die Verlinkung aus dem elektronischen Bibliothekskatalog auf die entsprechenden Volltexte, falls die betreffende Bibliothek eine Lizenz für diese besitzt.
Ein Link geht von einer Datenbank (der Source) mittels eines bestimmten Services auf eine andere Datenbank (das Target). Sources können dabei die schon erwähnten elektronischen Bibliothekskataloge, aber auch Datenbanken von Inhaltsverzeichnissen und andere bibliographische Datenbanken sein. Targets stellen Dokumentenserver und verlinkbare Volltextdatenbanken dar.